# Hydrelia flavidula
Hydrelia flavidula là một loài bướm đêm trong họ Geometridae.